# Мирзоян, Киракос Седракович
Мирзоян Киракос Седракович (1909, Иран — ?) — звеньевой колхоза имени Шаумяна, город Кизляр.  Герой Социалистического Труда ( 1950).

## Биография
Родился в 1909 году на территории нынешнего Ирана. Армянин. Во второй половине 1940-х годов работал звеньевым виноградарского колхоза имени Шаумяна городского округа Кизляр. По итогам работы в 1949 году звено К.С.Мирзояна получило урожай винограда 227 центнеров с гектара на площади 3,3 гектара поливных виноградников. Указом Президиума Верховного Совета СССР от 12 июля 1950 года за получение высоких урожаев винограда в 1949 году Мирзояну Киракосу Седраковичу присвоено звание Героя Социалистического Труда с вручением ордена Ленина и золотой медали «Серп и Молот»